# Yasutarō Koide
Yasutarō Koide (jap. 小出 保太郎 Koide Yasutarō; ur. 13 marca 1903 w Tsuruga, Fukui, zm. 19 stycznia 2016 w Nagoi) – japoński superstulatek, uznany za najstarszego żyjącego mężczyznę na świecie po śmierci Sakariego Momoi w dniu 5 lipca 2015 roku. Koide mieszkał w dzielnicy Moriyama w mieście Nagoja, w prefekturze Aichi. Zmarł 19 stycznia 2016 w wyniku niewydolności serca i zapalenia płuc w szpitalu w Nagoi w wieku 112 lat, 312 dni.